# رشيد لطيف
رشيد لطيف (14 نوفمبر 1968 بكراتشي في باكستان - ) (بالأردوية: راشد لطیف)‏ (بالإنجليزية: راشد لطیف)‏ هو لاعب كريكت باكستاني. شارك مع منتخب باكستان للكريكت.

## وصلات خارجية
- رشيد لطيف على موقع إي آس بي آن كريك إنفو (الإنجليزية)